# Wiratex-Gebäude

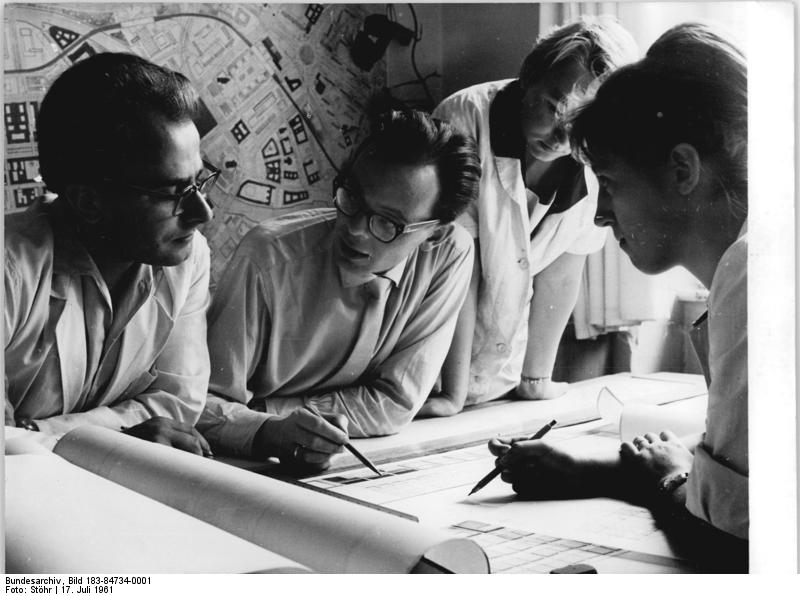
Das Architektenkollektiv unter Leitung von Peter Senf, 1961

Das Wiratex-Gebäude (auch: Wiratex-Haus) war ein Bauwerk am Boulevard Unter den Linden 62–64 im Berliner Ortsteil Mitte. Es wurde in der Zeit der DDR in den Jahren 1962–1964 errichtet und gehörte als konstituierender Teil zu dem unter Denkmalschutz stehenden Bauensemble Dorotheenstadt. Das in Elisabeth-Selbert-Haus umbenannte und vom Deutschen Bundestag sowie der Bundeskanzler-Willy-Brandt-Stiftung benutzte Gebäude wurde Ende 2020 zu Gunsten eines Neubaus abgerissen. Vom gleichnamigen Nachfolgebau wird verlangt, dass er sich in das Bauensemble Dorotheenstadt „überzeugend einfügen“ wird.

## Geschichte und Konzeption
Am Standort des Wiratex-Gebäudes befanden sich vor dem Zweiten Weltkrieg Geschäfts- und Privathäuser, darunter das erste Berliner Aquarium, das Hotel Minerva (bis 1916) und das Restaurant Hiller. In der Zeit des Nationalsozialismus breitete sich das Reichsministerium des Innern im Häuserblock aus. Alle Gebäude zur Straße Unter den Linden wurden im Zweiten Weltkrieg komplett zerstört und ihre Ruinen später abgerissen.
Durch den VEB Berlin Projekt wurde das Wiratex-Gebäude nach Plänen eines Architektenkollektivs unter Leitung von Peter Senf geplant. Am 30. November 1964 wurde das Gebäude an die Exportgesellschaft für Wirk und Raumtextilien mbH übergeben. Das Gebäude hielt sich an die aus der Kaiserzeit übernommene Berliner Traufhöhe von 22 Metern. Es handelte sich um einen Stahlbetonskelett-Montagebau mit Fensterrahmenplatten und Aluminiumfensterrahmen. Die Brüstungsfelder trugen olivgrüne und blaugrüne Glasmosaiken. Der vorspringende Giebel zur Schadowstraße war mit Beton-Ornamentsteinen versehen. Im Erdgeschoss befand sich ein repräsentativer Autosalon, den in den 90er-Jahren die Volkswagen AG und ab 2000 die Peugeot Avenue Berlin der Autofirma Peugeot nutzte. Die sanierten Büroetagen im nach Elisabeth Selbert benannten Haus bezog nach einer Sanierung in den Jahren 2000 bis 2002 die Bundestagsverwaltung.
Seit März 2010 war das Gebäude als Forum Willy Brandt Berlin Hauptsitz der Bundeskanzler-Willy-Brandt-Stiftung. Seit Juni 2012 zeigte dort die Stiftung unter dem Titel „Willy Brandt – Politikerleben“ eine Dauerausstellung zu Willy Brandt und den politischen Entwicklungen im 20. Jahrhundert.
Im Dezember 2018 entschloss sich das Bundesamt für Bauwesen und Raumordnung (BBR) für die Errichtung eines Neubaus an der Stelle des Wiratex-Gebäudes nach einem Entwurf des Berliner Büros k.k.l.f.architekten. Das neue Elisabeth-Selbert-Haus wird 196 Büros und für die Bundeskanzler-Willy-Brandt-Stiftung 900 Quadratmeter Ausstellungsflächen enthalten. Das Forum Willy Brandt Berlin schloss Ende März 2019 und zog in das Gebäude Behrenstraße 15 um, wo es ab 2020 eine provisorische Ausstellung zeigen wollte. Voraussichtlich 2025 wird es in das neue Elisabeth-Selbert-Haus zurückkehren.